# NGC 1844
NGC 1844 ist die Bezeichnung eines offenen Sternhaufens im Sternbild Dorado. Das Objekt wurde am 2. November 1834 von John Herschel entdeckt.